# Ясинський Антон Микитович
Анто́н Мики́тович Яси́нський  (*22 вересня 1864, Межиріч — †13 листопада 1933), російський та білоруський історик українського походження, академік АН БРСР (1928).

## Біографія
Народився у с. Межиріч Канівського повіту на Київщині в купецькій родині. У 1888 закінчив історико-філологічний факультет Київського університету. Своїми вчителями вважав Т. Фортинського, В. Антоновича, В. Іконникова. Залишений в університеті професорським стипендіатом. У 1895 захистив магістерську дисертацію на тему «Падение земского строя в Чешском государстве (10—13 вв.)», а в 1901 — докторську «Очерки и исследования по социальной и экономической истории Чехии в средние века. т. 1. Основы социального строя чешского народа в эпоху господства обычного права».
У 1896—1911 — професор Юр'ївського (нині Тартуського) університету. У 1907 за праці з історії середньовічної Чехії обраний дійсним членом Чеської академії наук. У 1911—1919 працював директором Педагогічного інституту в Москві і одночасно викладав у Московському університеті.
У 1920—1922 — професор Московського археологічного інституту. З 1922 до 1928 їздив у Мінськ читати лекції в Білоруському університеті, викладав історію середніх віків, історію західних слов'ян, історію Візантії у Воронезькому і Смоленському університетах. У 1928 обраний дійсним членом Білоруської академії наук і переїхав до Мінська. З кінця 1920-х років через хворобу припинив активну наукову діяльність.